# 마드리드 지하철 9호선

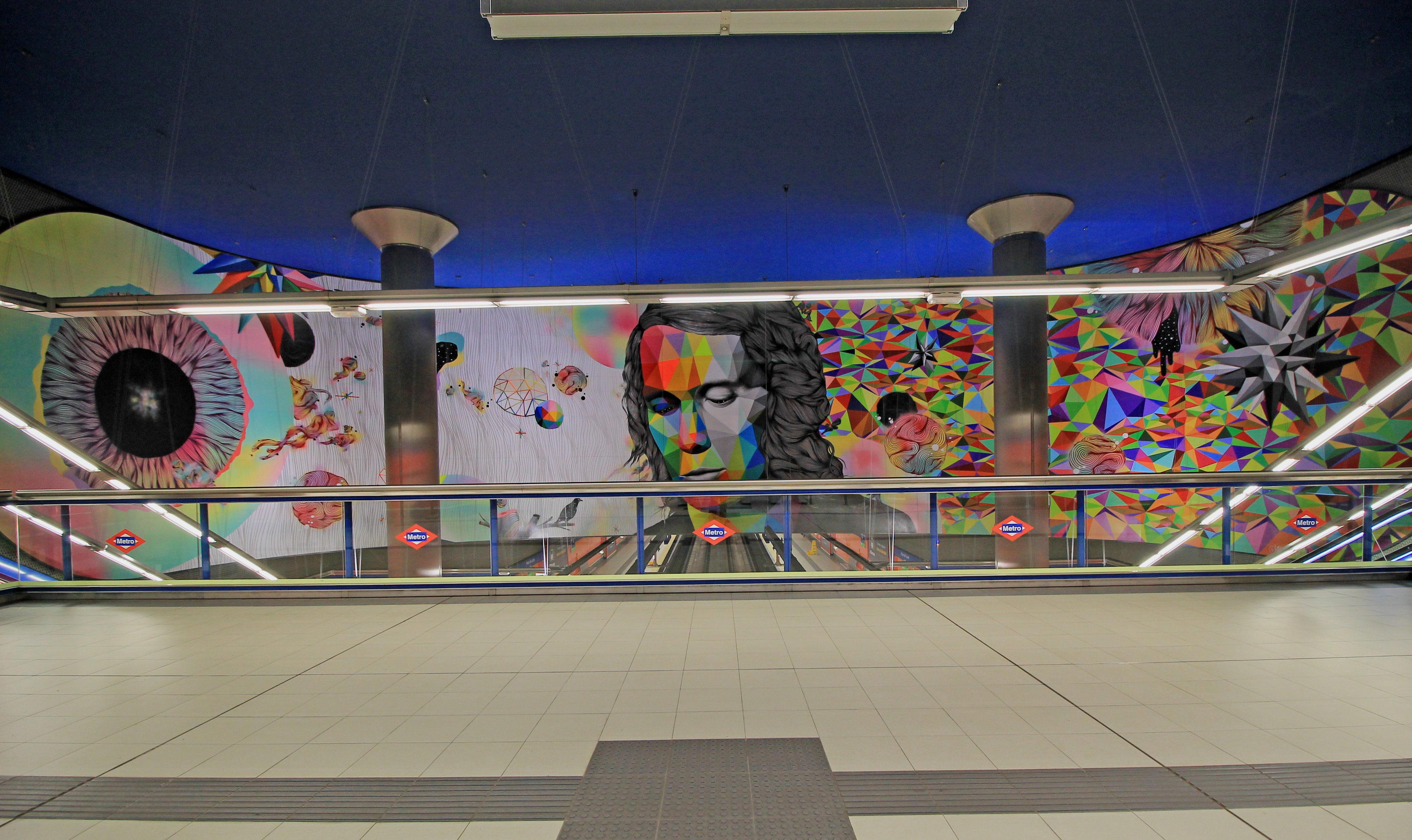
9호선의 파코 데 루시아 역

마드리드 지하철 9호선(línea 9)은 스페인 마드리드 지하철의 노선 중 하나로, 마드리드 북부와 남부의 교외지역을 가로지르며 리바스바시아마드리드와 아르간다델레이 지역을 잇는다. 파코 데 루시아 역부터 아르간다 델 레이 역까지 총 29개 역이 운영중에 있으며, 각 승강장의 길이는 115m이다. 총길이는 39.5km에 달하며 광궤 노선으로 되어 있다. 노선색은 자색이다.
9호선은 푸에르타 데 아르간다 역을 경계로 두 구간으로 나뉜다. 도심 방면 구간과 교외 방면 구간인데, 교외쪽 구간은 TFM 구간으로 불리며 별도의 기관이 운영하고 있다. 푸에르타 데 아르간다 역을 사이로 요금구역도 달라지기 때문에 계속해서 이동하려면 반드시 해당 구간으로 향하는 승강장 쪽으로 갈아타야 한다. 이는 7호선의 에스타디오 메트로폴리타노 역, 10호선의 트레스 올리보스 역과 마찬가지다.
9호선은 6000번대 열차를 운영하는 유일한 노선이다. 또 두 가지 운영사가 각각 구간을 나눠 운영한다는 점도 다른 노선과는 구별되는 사항이다.

## 역사
1980년 1월 31일 사인스 데 바란다 역-파보네스 역 구간 개통과 함께 처음으로 운행에 들어갔다. 이후 1983년 6월 3일 아베니다 데 아메리카 역에서 에레라 오리아 역까지의 구간이 새로 문을 열었다. 그러나 두 구간이 서로 떨어진 채 개통되었기 때문에 별도로 운행되었고, 1986년 2월 24일 두 구간을 잇는 아베니다 데 아메리카-사인스 데 바란다 구간이 개통되고 나서야 직결되기 시작했다.
1998년 12월 1일에는 파보네스 역에서 푸에르타 데 아르간다 역까지 연장되었다. 이 구간의 역들은 내부 벽 색깔을 하나로 통일했기 때문에 이곳이 어느 역인지 쉽게 구분할 수 있었다. 다만 이들 역 상징색은 노선도에 아직 반영되지 않고 있다. 2008년 7월 11일에는 리바스-우르바니사시오네스 역과 리바스 바시아마드리드 역 사이에 리바스 푸투라 역이 신설되었다.
2011년 3월 28일에는 에레라 오리아 역에서 북쪽으로 미라시에라 역까지 연장됐다. 그리고 2015년 3월 25일에 미라시에라에서 다시 북쪽으로 파코 데 루시아 역까지 연장됐다. 파코 데 루시아 역은 본래 코스타 브라바라는 역명으로 정해져 있었지만, 2014년 스페인의 음악가 파코 데 루시아가 사망하자 공사 측이 그를 추모하는 의미에서 역 이름으로 붙이게 되었다.
2018년 6월 30일부터 9월 1일까지 아르간다 델 레이 역부터 아베니다 데 아메리카 역까지의 구간이 리모델링 공사로 운행을 일시 중단한다. 다만 시민들의 불편을 줄이기 위해 네 단계에 걸쳐 운행중단을 진행할 예정이다. 9월 1일까지 운행을 중단하는 구간은 아르간다 델 레이 - 푸에르타 데 아르간다 구간이다. 한편으로 운행을 중단한 구간에는 시내버스가 대체 투입되어 운영되었다.

## 환승 정보
9호선과 환승되는 노선은 다음과 같다.
- 1호선 - 플라사 데 카스티야 역
- 2호선 - 프린시페 데 베르가라 역
- 4호선 - 아베니다 데 아메리카 역
- 5호선 - 누녜스 데 발보아 역

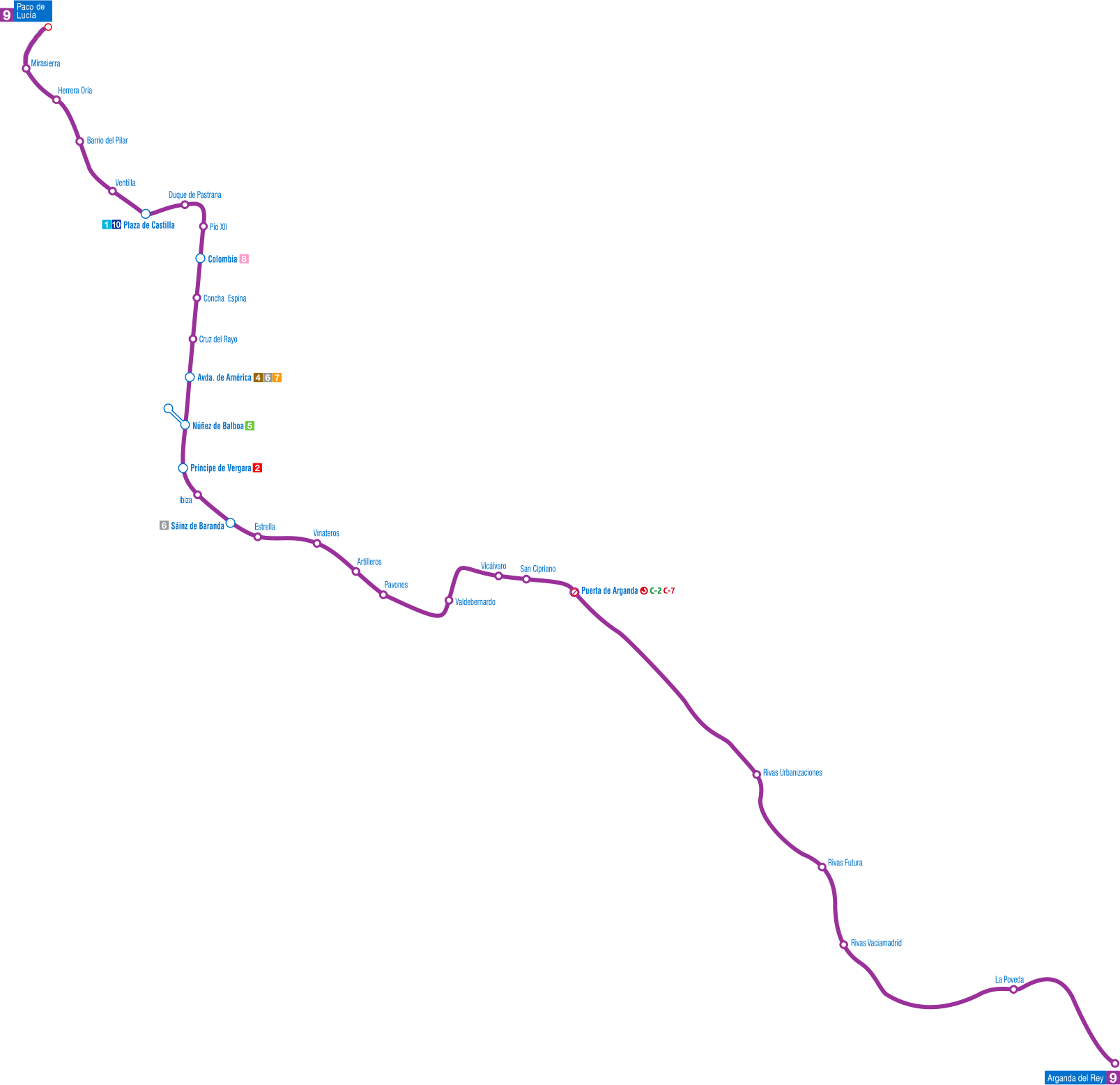
9호선 노선도

- 6호선 - 아베니다 데 아메리카 역, 사인스 데 바란다 역
- 7호선 - 아베니다 데 아메리카 역
- 8호선 - 콜롬비아 역
- 10호선 - 플라사 데 카스티야 역
- 세르카니아스 마드리드 - 푸에르타 데 아르간다 역, 파코 데 루시아 역

이밖에도 플라사 데 카스티야 역, 아베니다 데 아메리카 역, 비칼바로 역, 산시프리아노 역, 그리고 리바스-우르바니사시오네스 역에서부터 아르간다 델 레이 역까지의 모든 구간에서 시외버스 노선을 탈 수 있다.

## 같이 보기
- 마드리드 지하철